# Mount Archer (berg i Australien, Queensland, Rockhampton)
Mount Archer är ett berg i Australien. Det ligger i regionen Rockhampton och delstaten Queensland, omkring 520 kilometer nordväst om delstatshuvudstaden Brisbane. Toppen på Mount Archer är 604 meter över havet. Mount Archer ingår i Berserker Range.
Mount Archer är den högsta punkten i trakten. Närmaste större samhälle är Rockhampton, nära Mount Archer. 
I omgivningarna runt Mount Archer växer huvudsakligen savannskog. Runt Mount Archer är det mycket glesbefolkat, med 2 invånare per kvadratkilometer. Genomsnittlig årsnederbörd är 1 140 millimeter. Den regnigaste månaden är januari, med i genomsnitt 296 mm nederbörd, och den torraste är augusti, med 18 mm nederbörd.